# ペーテル・リリェ
ペーテル・リリェ（Peeter Lilje, 1950年10月3日 - 1993年10月28日）は、エストニアの指揮者。ペーテル・リリエとも表記される。

## 経歴
ヴァルガの生まれ。1968年にタルトゥの音楽学校を卒業してタリン音楽院に進学し、アルヴォ・ラタセップとロマン・マツォフに師事。1975年にレニングラード音楽院でアルヴィド・ヤンソンスとマリス・ヤンソンスの薫陶を受け、エフゲニー・ムラヴィンスキーの謦咳にも接した。
1975年から1980年までエストニア国立歌劇場の合唱指揮者としてネーメ・ヤルヴィを支え、1980年からヤルヴィの推挙によりエストニア国立交響楽団の首席指揮者を務め、1990年に勇退した。
1990年から亡くなるまでフィンランドのオウル市管弦楽団の首席指揮者を務め、クオピオ交響楽団の首席客演指揮者も兼任した。
オウルにて死去。